# Titularbistum Verrona
Verrona  ist ein Titularbistum der römisch-katholischen Kirche.
Die in Nordafrika gelegene Stadt (heute Henchir-El-Hatba) war ein alter römischer Bischofssitz, der im 7. Jahrhundert mit der islamischen Expansion unterging. Er lag in der römischen Provinz Numidien.
| Titularbischöfe von Verrona |                          |                                              |                   |                   |
| Nr.                         | Name                     | Amt                                          | von               | bis               |
| 1                           | Eugenio Beitia Aldazabal | emeritierter Bischof von Santander (Spanien) | 23. Januar 1965   | 11. Dezember 1970 |
| 2                           | Eric Gerard Perkins      | Weihbischof in Melbourne (Australien)        | 16. November 1972 | 22. Mai 1998      |
| 3                           | James Francis McCarthy   | Weihbischof in New York (USA)                | 11. Mai 1999      |                   |